# Luke Cage (televisieserie)
Marvel's Luke Cage, of kortweg Luke Cage, is een Amerikaanse televisieserie. De reeks, die gebaseerd is op de gelijknamige superheld van Marvel, werd ontwikkeld door Cheo Hodari Coker. Op 30 september 2016 ging het eerste seizoen in première op de streamingdienst Netflix. Het titelpersonage wordt vertolkt door Mike Colter. In juni 2018 ging het tweede en laatste seizoen van de reeks in première.

## Productie
In november 2013 kondigden Marvel en moederbedrijf Disney aan dat de streamingdienst Netflix vier series zou maken rond de personages Daredevil, Jessica Jones, Iron Fist en Luke Cage. Deze vier series zouden de aanloop vormen naar een miniserie over The Defenders.
In november 2014 begon de casting voor de serie Jessica Jones. Voor het personage Luke Cage werden toen acteurs Lance Gross, Mike Colter en Cleo Anthony overwogen. In december 2014 werd bevestigd dat Colter in de huid zou kruipen van Luke Cage. Het personage was voor het eerst te zien in "AKA Ladies Night", de allereerste aflevering van Jessica Jones. In totaal verscheen Luke Cage in zeven afleveringen het eerste seizoen.
In maart 2015 werd Cheo Hodari Coker in dienst genomen als showrunner en uitvoerend producent voor de Luke Cage-serie. In september 2015 werd Alfre Woodard gecast als Mariah Dillard. In diezelfde maand werden ook Theo Rossi, Simone Missick, Mahershala Ali en Frank Whaley aan de cast toegevoegd. Daarnaast raakte ook bekend dat Rosario Dawson net als in Daredevil en Jessica Jones in de huid zou kruipen van het personage Claire Temple.

## Marvel Cinematic Universe
Luke Cage vormt samen met de series Daredevil, Jessica Jones en Iron Fist de aanloop naar de miniserie The Defenders.

## Verhaal
Na een mislukt experiment krijgt Luke Cage superkrachten en een onbreekbare huid. Hij slaat op de vlucht en probeert in Harlem een nieuw leven op te bouwen, maar wordt al snel met zijn verleden geconfronteerd.

## Rolverdeling
Legenda
 = Hoofdrol
 = Bijrol
 = Geen rol
| Acteur / actrice      | Personage                    | S1      | S2      |
| --------------------- | ---------------------------- | ------- | ------- |
| Mike Colter           | Luke Cage                    | 13 afl. | 13 afl. |
| Simone Missick        | Misty Knight                 | 13 afl. | 13 afl. |
| Alfre Woodard         | Mariah Dillard               | 11 afl. | 12 afl. |
| Theo Rossi            | Hernan "Shades" Alvarez      | 10 afl. | 13 afl. |
| Rosario Dawson        | Claire Temple                | 9 afl.  | 5 afl.  |
| Mustafa Shakir        | John McIver / Bushmaster     |         | 11 afl. |
| Gabrielle Dennis      | Tilda Johnson                |         | 10 afl. |
| Erik LaRay Harvey     | Willis Stryker / Diamondback | 7 afl.  |         |
| Mahershala Ali        | Cornell "Cottonmouth" Stokes | 6 afl.  |         |
| Sean Ringgold         | Sugar                        | 7 afl.  | 7 afl.  |
| Jeremiah Craft        | Dave Griffith                | 4 afl.  | 8 afl.  |
| Ron Cephas Jones      | Bobby Fish                   | 8 afl.  | 4 afl.  |
| John Clarence Stewart | Alex Wesley                  | 6 afl.  | 7 afl.  |
| Jaiden Kaine          | Zip                          | 9 afl.  |         |
| Reg E. Cathey         | James Lucas                  |         | 8 afl.  |
| Peter Jay Fernandez   | Tom Ridenhour                |         | 8 afl.  |
| Thomas Q. Jones       | Darius "Comanche" Jones      | 1 afl.  | 7 afl.  |
| Frank Whaley          | Raphael Scarfe               | 6 afl.  | 1 afl.  |
| Sahr Ngaujah          | Anansi                       |         | 7 afl.  |
| Chaz Lamar Shepherd   | Raymond "Piranha" Jones      |         | 5 afl.  |
| Rob Morgan            | Turk Barrett                 | 2 afl.  | 1 afl.  |
| Frankie Faison        | Henry "Pop" Hunter           | 2 afl.  |         |
| Finn Jones            | Danny Rand / Iron Fist       |         | 1 afl.  |

## Afleveringen

### Seizoen 1
| #  | Titel aflevering             | Regisseur          | Geschreven door                       | Releasedatum Netflix |
| -- | ---------------------------- | ------------------ | ------------------------------------- | -------------------- |
| 1  | Moment of Truth              | Paul McGuigan      | Cheo Hodari Coker                     | 30 september 2016    |
| 2  | Code of the Streets          | Paul McGuigan      | Cheo Hodari Coker                     | 30 september 2016    |
| 3  | Who's Gonna Take the Weight? | Guillermo Navarro  | Matt Owens                            | 30 september 2016    |
| 4  | Step in the Arena            | Vincenzo Natali    | Charles Murray                        | 30 september 2016    |
| 5  | Just to Get a Rep            | Marc Jobst         | Jason Horwitch                        | 30 september 2016    |
| 6  | Suckas Need Bodyguards       | Sam Miller         | Nathan Louis Jackson                  | 30 september 2016    |
| 7  | Manifest                     | Andy Goddard       | Akela Cooper                          | 30 september 2016    |
| 8  | Blowin' Up the Spot          | Magnus Martens     | Aida Mashaka Croal                    | 30 september 2016    |
| 9  | DWYCK                        | Tom Shankland      | Christian Taylor                      | 30 september 2016    |
| 10 | Take it Personal             | Stephen Surjik     | Jason Horwitch                        | 30 september 2016    |
| 11 | Now You're Mine              | George Tillman jr. | Christian Taylor                      | 30 september 2016    |
| 12 | Soliloquy of Chaos           | Phil Abraham       | Akela Cooper, Charles Murray          | 30 september 2016    |
| 13 | You Know My Steez            | Clark Johnson      | Aida Mashaka Croal, Cheo Hodari Coker | 30 september 2016    |

### Seizoen 2
| #  | Titel aflevering                   | Regisseur                  | Geschreven door                         | Releasedatum Netflix |
| -- | ---------------------------------- | -------------------------- | --------------------------------------- | -------------------- |
| 1  | Soul Brother #1                    | Lucy Liu                   | Cheo Hodari Coker                       | 22 juni 2018         |
| 2  | Straighten It Out                  | Steph Green                | Akela Cooper                            | 22 juni 2018         |
| 3  | Wig Out                            | Marc Jobst                 | Matt Owens                              | 22 juni 2018         |
| 4  | I Get Physical                     | Salli Richardson-Whitfield | Matthew Lopes                           | 22 juni 2018         |
| 5  | All Souled Out                     | Kasi Lemmons               | Ian Stokes                              | 22 juni 2018         |
| 6  | The Basement                       | Millicent Sheldon          | Aida Mashaka Croal                      | 22 juni 2018         |
| 7  | On and On                          | Rashaad Ernesto Green      | Nicole Mirante-Matthews                 | 22 juni 2018         |
| 8  | If It Ain't Rough, It Ain't Right  | Neema Barnette             | Nathan Louis Jackson                    | 22 juni 2018         |
| 9  | For Pete's Sake                    | Clark Johnson              | Matt Owens & Ian Stokes                 | 22 juni 2018         |
| 10 | The Main Ingredient                | Andy Goddard               | Akela Cooper                            | 22 juni 2018         |
| 11 | The Creator                        | Stephen Surjik             | Nicole Mirante-Matthews & Mat5hew Lopes | 22 juni 2018         |
| 12 | Can't Front on Me                  | Everardo Gout              | Aida Mashaka Croal                      | 22 juni 2018         |
| 13 | They Reminisce Over You (T.R.O.Y.) | Álex García López          | Cheo Hodari Coker                       | 22 juni 2018         |